# 925 Alphonsina
925 Alphonsina este un asteroid din centura principală, descoperit pe 13 ianuarie 1920, de Josep Comas Solá.